# The Pretty One
The Pretty One è un film del 2013 diretto da Jenée LaMarque.

## Trama
Laurel e Audrey sono due gemelle, tuttavia malgrado il loro aspetto identico hanno un carattere agli antipodi: la prima è timida e introversa, e ha scelto di rimanere a fianco di suo padre Frank – vedovo, e risposatosi con la pettegola May – per aiutarlo a dipingere; la seconda è invece spigliata, veste alla moda e conduce una vita di successo in cui ha tutto ciò che desidera. In seguito a un tremendo incidente stradale Audrey perde la vita, ma a causa di un equivoco – le due gemelle si erano scambiate dei ciondoli con scritti i loro nomi – Laurel viene scambiata per la sorella. La ragazza inizialmente cerca di rivelare la verità, ma dopo che al "proprio" funerale suo padre – alla richiesta di dire qualcosa su di lei da parte del sacerdote – non proferisce parola, ferita dal suo comportamento e dal fatto che tutti preferissero sua sorella a lei, decide di prenderne l'identità e di vivere quella vita che avrebbe tanto desiderato.
Laurel si trasferisce così a casa di Audrey, dove ben presto conosce Basel, l'affittuario dell'appartamento accanto; la giovane si trova in palese difficoltà nel comportarsi come la sorella, così diversa da lei, e ben presto si ritrova attratta proprio da Basel, che al contrario Audrey aveva sempre disprezzato. Laurel conosce anche Claudia, la migliore amica di Audrey – tra le prime ad avere dei sospetti per il differente modo di fare della ragazza – e suo malgrado scopre che la sorella che aveva tanto idolatrato in realtà aveva portato avanti fino a poco tempo prima una relazione con Charles, il viscido marito del suo capo Edith. Durante il periodo in cui vive la vita della sorella, Laurel ha così modo di riflettere su sé stessa e capire cosa sta cercando e chi vuole realmente essere: si chiarisce così con Claudia, con cui rimane amica, si riappacifica con il padre e, infine, rivela a tutti la verità. Adesso, come Laurel, può così vivere con Basel e progettare insieme a lui il suo futuro, dato che i due si erano scoperti reciprocamente innamorati.

## Distribuzione
Negli Stati Uniti la pellicola è stata presentata il 20 aprile 2013 al Tribeca Film Festival, per poi avere una distribuzione limitata a partire dal 7 febbraio dell'anno successivo a cura della Dada Films; in Italia il film è arrivato direttamente in DVD dal 23 luglio 2014 su distribuzione Sony Pictures.

### Edizione italiana
Il doppiaggio italiano di The Pretty One è stato eseguito presso la CDR di Roma, su dialoghi e direzione del doppiaggio di Connie Bismuto.